# Karl Wöllert
Karl Wöllert (* 3. Jänner 1942 in Lundenburg, Mähren; † 1. September 2023) war ein österreichischer Politiker (SPÖ) sowie Geschäftsführer. Er war von 1990 bis 1997 Mitglied des österreichischen Bundesrates.

## Ausbildung und Beruf
Karl Wöllert besuchte zunächst die Volksschule und absolvierte danach eine Realschule. Zudem bildete er sich bei der Maturaschule Dr. Roland weiter. Er trat in den Dienst des Magistrats und war Zweigstellenleiter an der Volkshochschule Linz. Zwischen 1982 und 1993 war er als Landesparteisekretär der SPÖ Oberösterreich beschäftigt, zuletzt arbeitete er ab 1993 als Geschäftsführer der Firma Gutenberg-Werbering.

## Politik und Funktionen
Wöllert war bereits früh in der Sozialistischen Partei bzw. ihren Vorfeldorganisationen aktiv, wobei er von 1957 bis 1972 verschiedene leitende Funktionen bei den Roten Falken und den Österreichischen Kinderfreunden innehatte. Er wurde 1979 zum Mitglied des Gemeinderates der Stadt Linz gewählt, wobei er bis zum Jahr 1990 als Gemeinderat wirkte. Er trat am 12. Dezember 1990 ein Mandat im Österreichischen Bundesrat an und gehörte diesem bis zum 2. November 1997 an. Er war während seiner Tätigkeit im Bundesrat von 1996 bis 1997 stellvertretender Ausschussvorsitzender im Ausschuss für Wissenschaft und Forschung und hatte von 1996 bis 1997 die Funktion des Schriftführers im Ausschuss für öffentliche Wirtschaft und Verkehr inne. Er war zudem unter anderem Mitglied im Ausschuss für öffentliche Wirtschaft und Verkehr, Mitglied im Ausschuss für Wissenschaft und Forschung, Mitglied im EU-Ausschuss und Mitglied im Finanzausschuss. Des Weiteren war er Ersatzmitglied im Außenpolitischen Ausschuss des Bundesrates, Ersatzmitglied im Gesundheitsausschuss, Ersatzmitglied im Sozialausschuss, Unvereinbarkeitsausschuss und Wirtschaftsausschuss. 
Innerparteilich war Wöllert ab 1982 als Mitglied des Landesparteivorstandes der SPÖ Oberösterreich, zudem hatte er über ein Vierteljahrhundert die Funktion des Sektionsvorsitzenden der SPÖ Bindermichl inne. Für seine Tätigkeit wurde Wöllert die Viktor-Adler-Plakette, die höchste Auszeichnung der Sozialdemokratischen Partei, verliehen. 
Wöllert war von 1975 bis 1990 Mitglied des Aufsichtsrates der Landeshypobank Oberösterreich und von 1982 bis 1983 Mitglied des Aufsichtsrates der Firma Gutenberg.
Wöllert verstarb am 1. September 2023.